# 圣克鲁瓦德卡代尔勒
圣克鲁瓦-德卡代尔勒（法語：Sainte-Croix-de-Caderle，法語發音：[sɛ̃t kʁwa də kadɛʁl]）是法国加尔省的一个市镇，属于勒维冈区。

## 地理
圣克鲁瓦-德卡代尔勒（44°4'12"N, 3°51'54"E）面积7.63 平方千米，位于法国奧克西塔尼大區加尔省，该省份为法国南部沿海省份，南端濒地中海，北起顺时针与阿尔代什省、沃克吕兹省、罗讷河口省、埃罗省、阿韦龙省和洛泽尔省接壤。
与圣克鲁瓦-德卡代尔勒接壤的市镇（或旧市镇、城区）包括：拉萨尔、佩罗勒、圣让迪加尔、苏多尔格。
圣克鲁瓦-德卡代尔勒的时区为UTC+01:00、UTC+02:00（夏令时）。

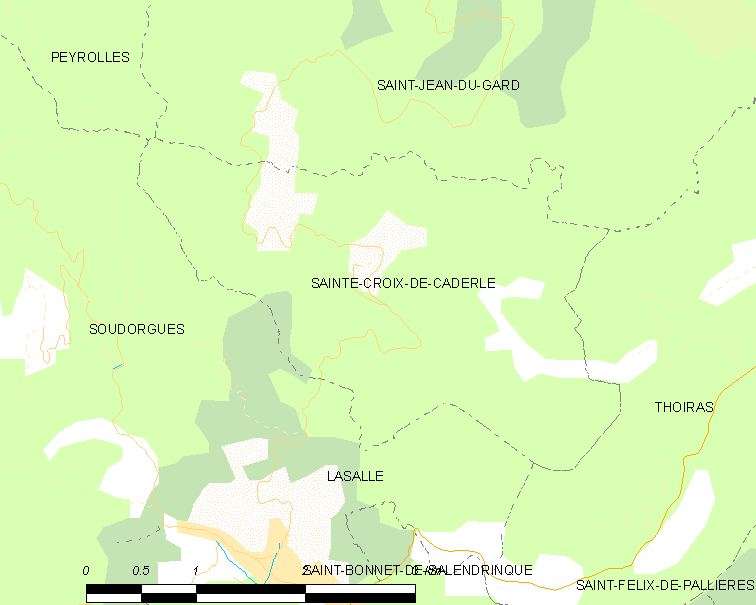
圣克鲁瓦-德卡代尔勒的OSM定位图

## 行政
圣克鲁瓦-德卡代尔勒的邮政编码为30460，INSEE市镇编码为30246。

## 政治
圣克鲁瓦-德卡代尔勒所属的省级选区为拉格朗孔布县。

## 人口

1962-2008年间圣克鲁瓦-德卡代尔勒人口变化图示

圣克鲁瓦-德卡代尔勒于2022年1月1日时的人口数量为103人。